# Псыгансу (река)
Псыга́нсу (устар. Псыган-Су) — река в России, протекает по Кабардино-Балкарской Республике. Устье реки находится в 54 км по правому берегу реки Черек.

## География
Длина реки составляет 56 км, площадь водосборного бассейна — 295 км². Берёт своё начало из ледника Псыгансу на северном склоне Бокового хребта (Большой Кавказ). Течёт на северо-восток, протекает по территории Черекского района, в среднем течении по реке проходит граница с Лескенским районом. Впадает в Черек в селе Псыгансу. В центра села Псыгансу из реки вытекает протока Аксыра (Псыгансу), впадающая в реку Деменюк у станицы Котляревская.
Вдоль долины реки также расположены населённые пункты Верхняя Жемтала, Жемтала, Зарагиж.
Основные притоки (от истока к устью): Белые Камни (Нывох) (левый), Шиучико (правый), Жемтала (левый, дл. 22 км), Маргущ (правый, дл. 14 км).
В верховьях реки находится Кабардино-Балкарский высокогорный заповедник.

## Данные водного реестра
По данным государственного водного реестра России относится к Западно-Каспийскому бассейновому округу, водохозяйственный участок реки — Черек. Речной бассейн реки — реки бассейна Каспийского моря междуречья Терека и Волги.
Код объекта в государственном водном реестре — 07020000612108200005176.